# ميرغني السوميت
ميرغني محمود النعمان، من مواليد مدينة الحصاحيصا، السودان، تم اغتياله داخل الحرم الجامعي في 16 يونيو لعام 2000م بسبب توجهاته السياسية آنذاك.

## سيرته الحياتية
ولد ميرغني السوميت في ولاية الجزيرة بمدنية الحصاحيصا، درسة فيها مراحله التعلمية، الابتدائي والمتوسط، الثانوي ليتحق بكلية أبونعامة الزراعية  تخرج منها عام 1994م ثم أكمل مسيرته السياسية داخل حزب المؤتمر السوداني. 
ميرغني محمود النعمان محمود «سوميت» حركة الطلابية بجامعة سنار مؤسس لتنظيم مؤتمر الطلاب المستقلين في جامعة سنار وهو أول تنظيم طلابي معارض في الجامعة بعد أن سُميت جامعة سنار في العام 1994م، وهو أول رئيس لاتحاد جامعة سنار دورة «الصمود والتحديد» وأحد مؤسسي جمعية أبو نعامة الزراعي، أنضم للمؤتمر السوداني بعد تخرجه في 1998م تم أغتياله داخل الحرم الجامعي في يوم 16/6/200م وتعتبر كل القوى السياسي والحركة الطلابية السوميت أيقونة النضال في الجامعة.

### إجازته
لم يكن ميرغني سياسي فقط رغم أنه أول من وضع بذرة العمل السياسي المعارض في جامعة سنار ضد نظام الجبهة الأسلامية، فهو أيضاً أول من وضع بذرة العمل الثقافي في جامعة سنار فقد كان السوميت محبًا للشعر والفن فأسس مؤسسة نادوس الثقافية، تكاثرت المؤسسات بعد ذلك لتصبح عدد مؤسسات الثقافية في جامعة سنار تسع مؤسسات، جميعها ذات طابع معارض لنظام المؤتمر الوطني عدا واحدة.
أسس ميرغني السوميت جمعية أبونعامة الزراعية مع عدد من زملاء في كلية أبونعامة الزراعية، فهو أول رئيس اتحاد لجامعة سنار في دورة «الصمود والتحديد» وفي فترة رأسته قدم مقترح لإنشاء كلية السوكي للموارد الطبيعية وقد تم أجازة مقترحه ونشأت الكلية.

### لحظة أستشهاده
لحظة أستشهاده نقلا عن شهود عيان، في عام 2000م أتيحت القوى السياسية السودانية بعض هامش حرية استفادت منها لتوصيل صوتها للجماهير فتم تكليف ميرغني محمود النعمان السوميت ومع إثنين من عضوي حزب المؤتمر السوداني بحكم أنهم خريجي مدرسة مؤتمر الطلاب المستقلين بجامعة سنار هو أكبر تنظيم في الجامعة وما يتميز به السوميت من حب الطلاب له الترتيب لفعالية سياسية كبرى يتحدث فيها كل من غازي سليمان المحامي وإبرهيم الشيخ الرئيس السابق لحزب المؤتمر السوداني وآخرين، وبعد التصديق على قيام الفعالية جاء عميد الجامعة وطلاب من الطلاب أرجاع التصديق لان جهاز الأمن هدده بالقتل في حالة لم يتم إرجاع التصديق وبعد محاولة عد لم يتم الأرجاع وجاء الطلاب في يوم 16/6/200م للحضور الندوة في مجمع الكليات ب«سنار» المدنية من مختلف الكليات خارج سنار ولكن فجأة حصلت مشادات وتدخلت الشرطة والأجهزة الأمنية وقامت بأطلاق الغاز المسيل للدموع واعتقلته أجهزة الأمن، وبعد ذلك جاء افراد يرتدون زي القوات المسلحة وأطلقت الرصاص لتصيب ميرغني محمود النعمان في رأسه وتم تحويله إلي مستشفي سنار التعيلمي وتم قطع الكهرباء من المستشفي ليستشهد ميرغني النعمان السوميت في يوم 16/6/200م.

### وفاء الطلاب لسوميت
ظلت الحركة الطلابية بجامعة سنار تقيم ذكري السوميت وتنظّم المؤتمرات من أجله في كل عام، وذلك في تاريخ وفاته، كما تم تسمية ثلاث دورات في الأتحاد بدورة «السوميت 1، والسوميت 2، السوميت 3» وآخر اتحاد كان في عام "2012-2013" كانت أتحاد سوميت 3 بعدها تم تجميد اتحاد الطلاب.